# (241136) Sandstede
(241136) Sandstede ist ein Asteroid des Hauptgürtels. Er wurde am 25. August 2007 von Rainer Kling und Stefan Karge an der  Hans-Ludwig-Neumann-Sternwarte, im Taunus entdeckt und trug zunächst die vorläufige Bezeichnung 2007 QY11.
Im Juni 2015 erhielt der Asteroid die Nummer 241136 und erhielt am 2. Juni 2015 auf Vorschlag der Entdecker den Namen Sandstede, nach Gerd Sandstede. Dieser war von 1991 bis 2007 Präsident und seit 2007 Ehrenpräsident des Physikalischen Vereins und wirkte an der Einrichtung der Hans-Ludwig-Neumann-Sternwarte entscheidend mit.